# Ethias
 (août 2019).
Ethias est une compagnie d’assurance belge d’inspiration mutualiste. Elle était dénommée SMAP (Société Mutuelle des Administrations Publiques) dans la partie francophone du pays et OMOB (Onderlinge Maatschappij der Openbare Besturen) du côté néerlandophone jusqu’à son changement de nom en 2003.

## Histoire
En 1919, un groupe d'administrations communales et provinciales a constitué la Société mutuelle des administrations publiques pour l'assurance contre l'incendie, la foudre et les explosions, en abrégé " la Smap ". Il s'agit d'une association de personnes qui convient de s'assurer mutuellement, dont les cotisations ont alimenté un fonds destiné à couvrir les dommages. Dans cette formule, chacun est en même temps assureur et assuré ; il n'y a pas de capital social, ni d'actionnaires à rémunérer.
Au départ elle ne s’adressait qu’au secteur public et aux entreprises publiques mais depuis janvier 2000 elle s’est ouverte aux entreprises privées ainsi qu’au grand public[réf. souhaitée].
Après la crise économique de 2008, la structure mutualiste originelle a été abandonnée au profit d'une structure plus traditionnelle de société anonyme à la suite de la recapitalisation par l'État.
En 2011, la Banque nationale de Belgique a autorisé le projet d'acquisition de la totalité des actions d'Ethias Banque par Optima Financial Planners.
En 2016, Ethias a besoin de renforcer ses fonds propres et continue de solder les comptes First, une assurance épargne promettant un taux d'intérêt devenu impossible à servir après la baisse des taux de référence.
En décembre 2019, l'entreprise devient actionnaire à 33% d'IMA Benelux.

## Structure
Le groupe Ethias est structuré en différents niveaux.
- Au sommet de la pyramide, on retrouve la coopérative « EthiasCo ». « EthiasCo » est actionnaire avec l’État belge, la Région wallonne et la Communauté flamande de la société de portefeuille « Vitrufin s.a. ».

- « Vitrufin s.a. » possède 100 % des actions d’ « Ethias s.a. ».

- « Ethias s.a. » est une entreprise d’assurances agréée pour pratiquer toutes les branches d’assurances Non Vie, les assurances sur la vie, les assurances de nuptialité et de natalité ainsi que les opérations de capitalisation. Ethias s.a. détient pour sa part l’ensemble des participations dans les autres sociétés du groupe.